# Isochinolinové alkaloidy

Isochinolin, výchozí sloučenina pro isochinolinové alkaloidy

Isochinolinové alkaloidy jsou alkaloidy odvozené od isochinolinu; jedná se o nejpočetnější skupinu alkaloidů.
Isochinolinové alkaloidy se dále dělí podle svých struktur; nejběžnější jsou benzylisochinoliny a aporfiny. Je známo okolo 2500 isochinolinových alkaloidů.

## Příklady

Morfin
Kodein
Papaverin
Berberin
Tubokurarin

## Výskyt
Isochinolinové alkaloidy se vyskytují u rostlin čeledí makovitých, dřišťálovitých, lunoplodovitých, a pryskyřníkovitých.
Mák setý obsahuje isochinolinové alkaloidy morfin, kodein, papaverin, noskapin, a thebain; k rostlinám obsahujícím isochinolinové alkaloidy patří též vlaštovičníky, ve kterých lze nalézt berberin, přítomný rovněž u dřišťálovitých, například dřišťálu obecného.
Z kůry a kořenů Chondrodendron tomentosum lze získat tubokurarin.

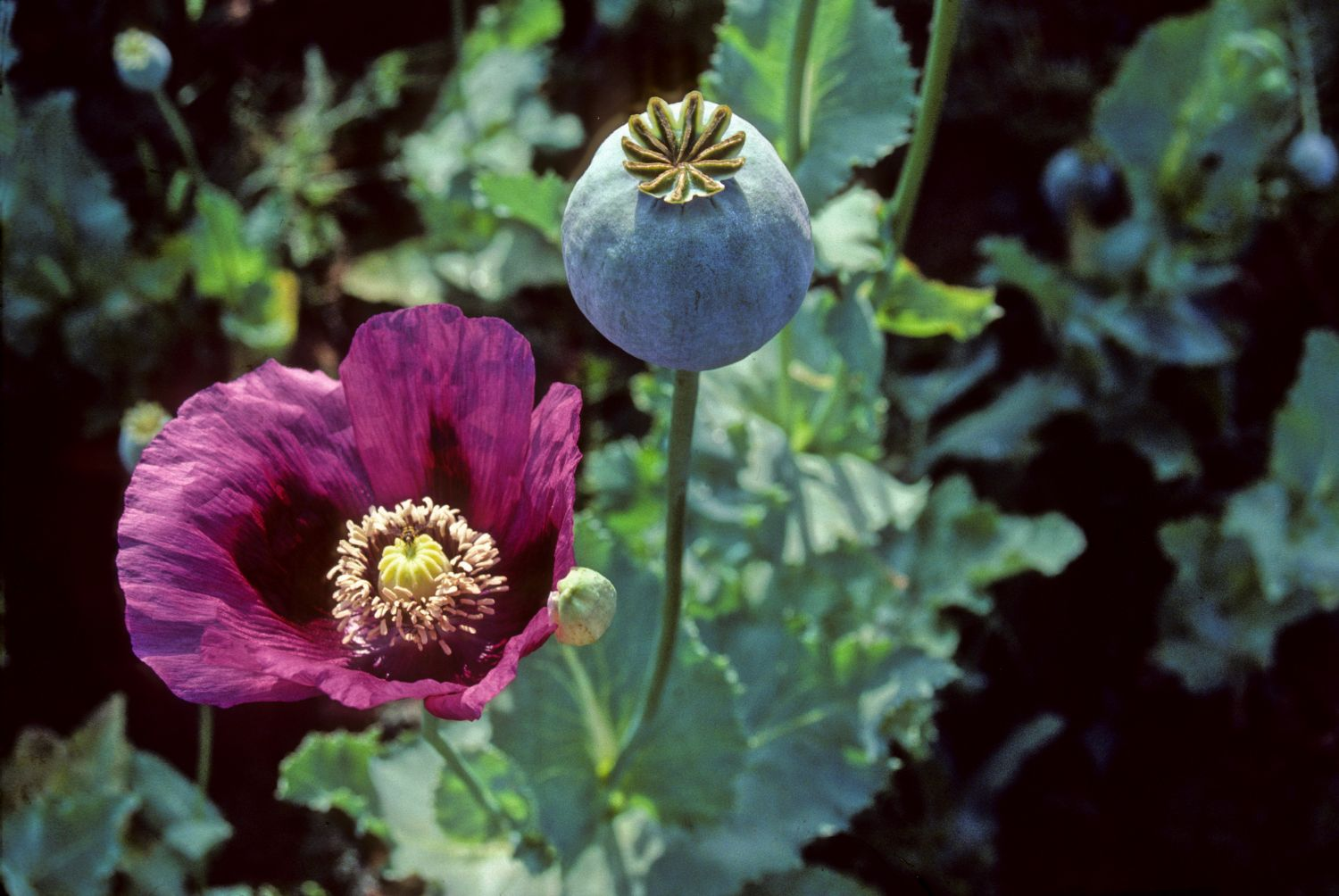
Mák setý, obsahující několik alkaloidů, například morfin, kodein, a papaverin
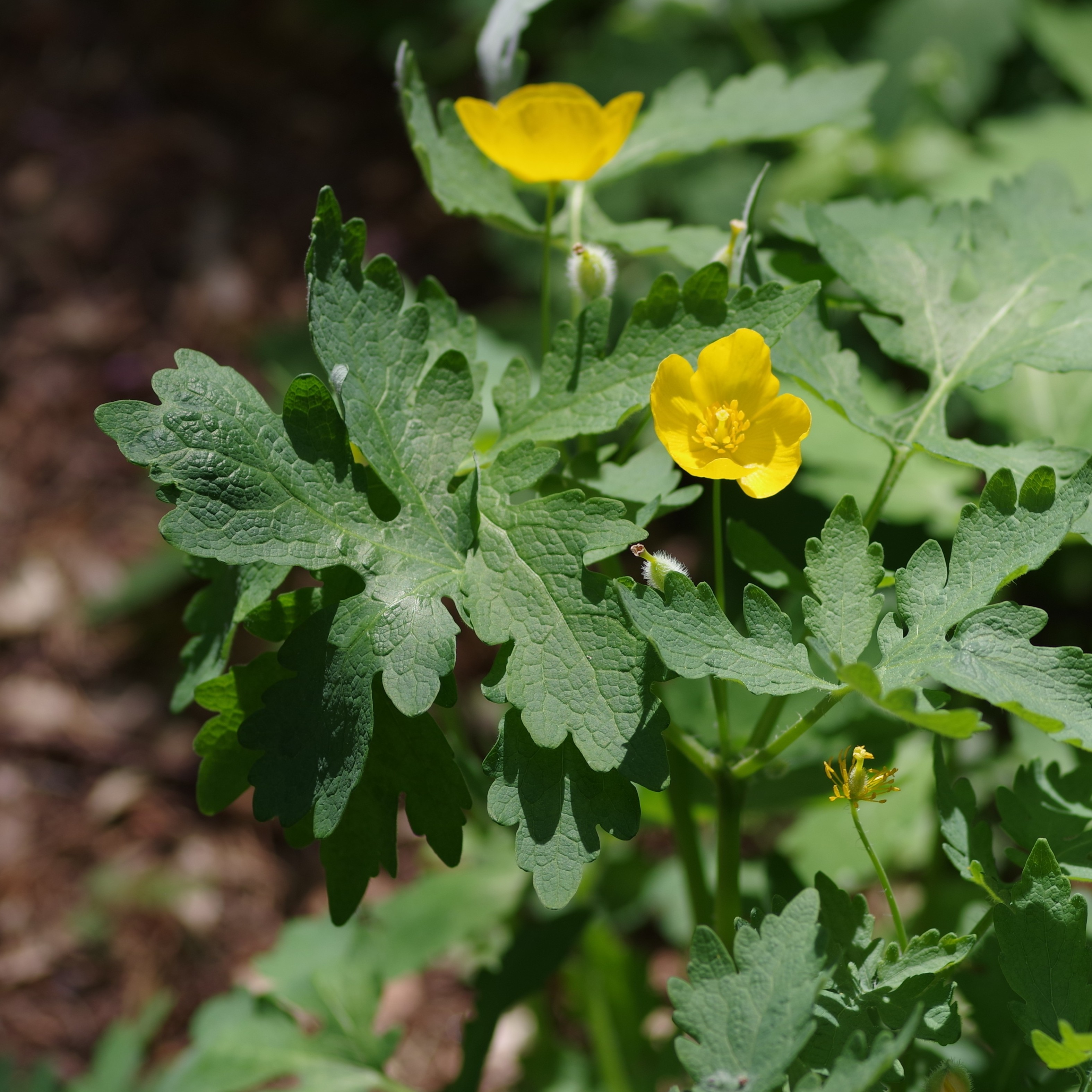
Stylophorum diphyllum, obsahující berberin
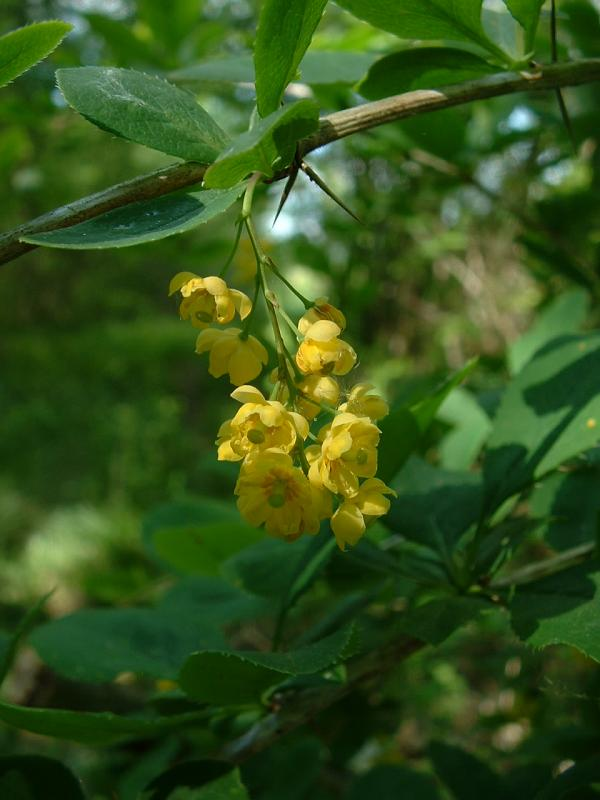
Dřišťál obecný, rostlina obsahující berberin

## Biologické účinky
Isochinolinové alkaloidy mohou mít různé účinky. Opiové alkaloidy mívají sedativní, psychotropní, či analgetické vlastnosti. Morfin a kodein se používají jako analgetika.
Papaverin působí v hladkých svalech jako spazmolytikum; u lidí se tyto účinky projevují u cév a trávicí soustavy.
Tubokurarin narušuje přenos stimulů v nervové soustavě, což může vyvolat paralýzu.